# Wim Dubois
Pour les articles homonymes, voir Dubois (patronyme).
Wim Dubois (né le 10 janvier 1946 à Groede) est un coureur cycliste néerlandais, professionnel de 1968 à 1970.

## Biographie
Amateur, en 1965, il est champion de la Province de Zélande aux Pays-Bas et participe au Tour de la Province de Luxembourg en Belgique,.
En 1966, il remporte le Circuit du Westhoek en Belgique, la course de Oostburg, aux Pays-Bas, la course par équipe de Tournai avec Marcel Maes, Paul Seye et Eddy Van Audenaarde en Belgique, la course de Dudzele en Belgique et le Rund um Berlin en Allemagne.
En 1967, il gagne le Tour de Hollande-Septentrionale, la course de Breskens aux Pays-Bas, la course de Boorsem en Belgique, et termine 15e du classement général du Tour d'Écosse au Royaume-Uni.
Professionnel, en 1970, il termine 61e, sur 112 participants, au Paris-Nice qui s'est tenu du 8 au 16 mars.

## Palmarès

### Palmarès amateur
- 1965
  - Championnat de Zélande
  - 4e étape du Tour de la province de Luxembourg
- 1966
  - Circuit du Westhoek
  - Circuit de Campine
  - Rund in Berlin
  - 1re étape du Circuit de Flandre zélandaise
  - 10e du championnat du monde sur route amateurs
- 1967
  - Tour de Hollande-Septentrionale
  - 2e du Ronde van Midden-Nederland

### Palmarès professionnel
- 1969
  - Circuit des Trois Provinces (Avelgem)[12]
  - 2e du Circuit des Ardennes Flamandes[13]
  - 2e de Roubaix-Cassel-Roubaix
  - 2e des Trois Jours de Flandre-Occidentale
  - 3e du Tour des Quatre Cantons[14]
  - 3e du Circuit du Houtland
  - 5e du Grand Prix de Denain